# Roald Amundsen
Roald Engelbregt Gravning Amundsen ([ˈɾuːɑl ˈɑmʉnsən]) (Borge, Noruega, 16 de juliol de 1872 - Mar de Barents, 18 de juny de 1928) fou un explorador noruec de les regions polars. Va dirigir l'expedició a l'Antàrtida que va assolir el pol Sud per primera vegada el 14 de desembre de 1911. També va ser el primer a solcar el pas del Nord-oest, que unia l'Atlàntic amb el Pacífic, i va formar part de la primera expedició aèria que va sobrevolar el pol Nord. Va ser la primera persona a localitzar la situació del pol nord magnètic.
Comptava amb una excel·lent formació naval i una especial habilitat en les tècniques de supervivència, apreses en part de la seva experiència en esports hivernals, en la vida dels esquimals i en les expedicions que el van precedir. En les seves diferents expedicions va comptar amb un reconegut equip en els camps de la navegació, de l'esquí, de l'enginyeria aeronàutica i de l'aviació. Juntament amb Fridtjof Nansen (que va inspirar Amundsen amb la travessia de Groenlàndia que va realitzar el 1888), és l'explorador més cèlebre de la història de Noruega i un dels més cèlebres de la història de la humanitat.

## Primers anys
Roald Amundsen va néixer en una família de capitans i propietaris de navilis en Borge, a prop de Fredrikstad. El seu pare es deia Jens Amundsen i la seva mare Gustava Zahlqvist, i va ser el cinquè fill de la família. El seu nom és d'orígens nòrdics i significa "el cèlebre". El seu pare va morir quan Roald comptava amb catorze anys. Ja amb vuit anys dormia amb la finestra oberta a l'hivern per acostumar-se al fred. La seva mare ho va elegir perquè s'allunyés de la indústria naval familiar -activitat que havien continuat els seus tres germans més grans- i li va pressionar perquè estudiés medicina, una promesa que Amundsen va mantenir fins que la seva mare va morir quan ell tenia 21 anys. Amundsen havia sentit tota la seva vida un ocult desig pels viatges inspirat per la primera travessia a Groenlàndia feta per Fridtjof Nansen en 1888 i la tràgica Expedició Franklin. Una vegada que va deixar els estudis, es va fer mariner i va decidir dedicar-se a l'exploració de les regions polars. Un dels primers problemes amb què es va topar va ser de caràcter financer. A la recerca d'un patrocinador, va viatjar als Estats Units on coneixeria el milionari Lincoln Ellsworth, qui al costat d'altres persones contribuiria significativament a les seves exploracions polars.
El següent pas va ser adquirir experiència en navegació, i va aconseguir adquirir la llicència a l'Escola de Marins de Christiania (actual Oslo) l'1 de maig de 1895.

## Expedició Antàrtica Belga (1897-1899)
En 1897, Amundsen va saber d'un projecte belga per a explorar l'Antàrtida. Després d'entrevistar-se amb Adrien de Gerlache, el líder de l'expedició, Amundsen va aconseguir el lloc de timoner. A bord del vaixell Belgica va salpar l'exploració d'Anvers el 16 d'agost de 1897. Allà va conèixer el nord-americà Frederick Cook, el metge de l'expedició, amb qui aconseguiria conrear una duradora amistat. L'expedició belga va ser la primera a passar l'hivern a l'Antàrtida. El vaixell va quedar atrapat al mar gelat a les coordenades 70° 30′ S, a l'oest de la península Antàrtica. La tripulació va haver d'enfrontar un cru hivern sense estar preparada correctament per fer-ho. Frederick Cook va alimentar la tripulació amb carn crua d'animals marins, evitant-li així la possibilitat de contreure escorbut i Amundsen va donar estímuls a la tripulació i va manar confeccionar abrics amb pell de foca. Aquesta seria una lliçó important per als següents viatges d'Amundsen.

## Pas del Nord-oest

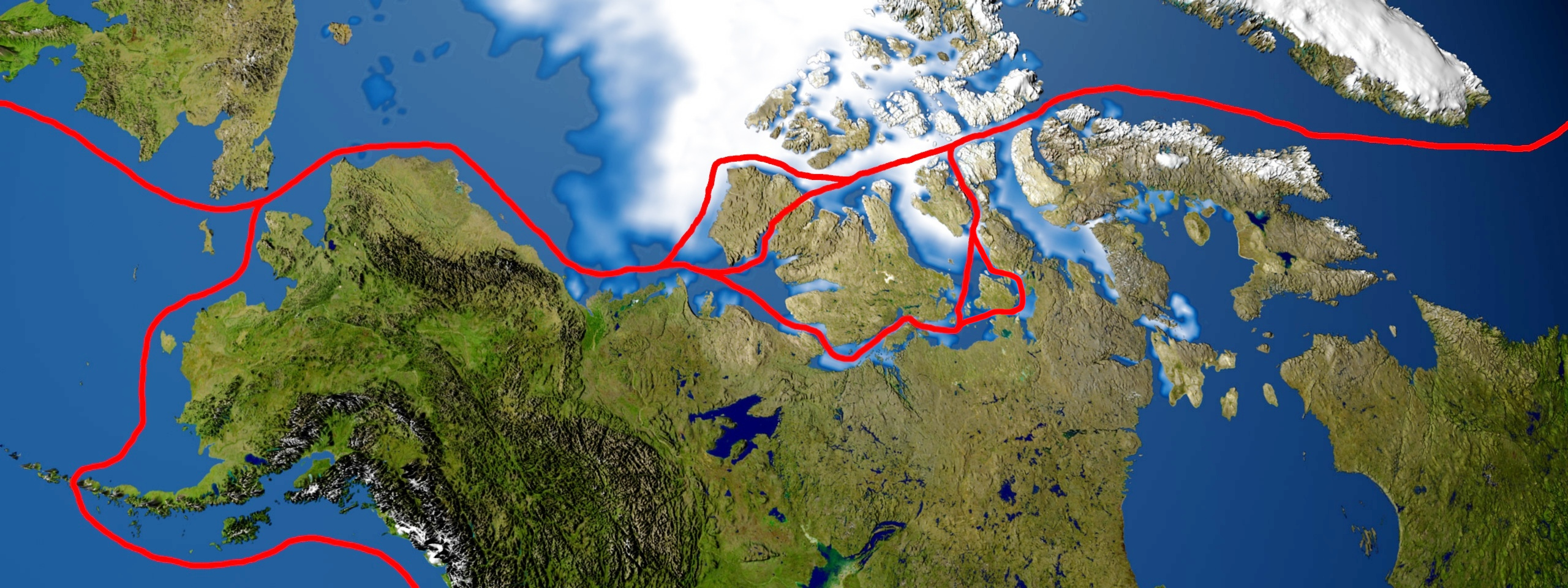
Ruta del pas del nord-oest

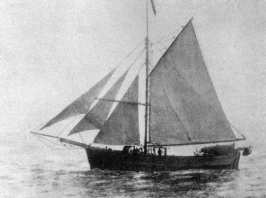
El veler Gjøa

En 1903 Amundsen va comandar la primera expedició que va aconseguir recórrer el Pas del Nord-Oest entre els oceans Atlàntic i Pacífic, al costat d'uns altres sis integrants a bord del veler Gjøa, comprat per Amundsen. El seu recorregut els va portar per la Badia de Baffin, i els estrets de Lancaster, Peels, James Ross i Rae fins a assolir la regió actualment coneguda com a Gjoa Haven a Nunavut (Canadà). Allà van romandre durant dos hiverns en activitats d'exploració. Durant aquest temps va ampliar els coneixements sobre el magnetisme de la Terra, que havia estudiat anteriorment als Països Baixos.
Durant aquesta època, Amundsen va estudiar els habitants locals, coneguts amb el nom de netsilik, per aprendre les seves tècniques de supervivència, una cosa que el va portar a adoptar les seves vestidures. També d'ells va ser que va aprendre a utilitzar trineus amb gossos de tir. Després de continuar el seu viatge al sud de l'illa Victòria, l'expedició va travessar l'arxipèlag Àrtic el 17 d'agost de l'any 1905, però es va haver d'aturar durant l'hivern abans d'arribar a la localitat de Nome, a la costa pacífica d'Alaska. Amundsen va viatjar 800 quilòmetres fins a Eagle City, ciutat que comptava amb una estació telegràfica, per donar la notícia del seu objectiu complert. El 1906 va arribar a la ciutat de Nome.

## Pol Sud
Després de la seva expedició al pas del nord-oest, Amundsen va planejar una expedició al pol Nord fent ús del Fram, el vaixell propietat de l'explorador Fridtjof Nansen i que havia utilitzat a les seves exploracions àrtiques.
Però l'1 de setembre de 1909, Frederick Cook va anunciar que havia arribat al pol Nord el 21 d'abril de 1908. Sis dies més tard Robert Peary va anunciar que ell ho havia aconseguit el 6 d'abril. La gran controvèrsia del pol havia començat.
Després de tenir aquestes notícies, Amundsen va canviar els seus plans, i va decidir llançar-se a explorar el pol Sud.

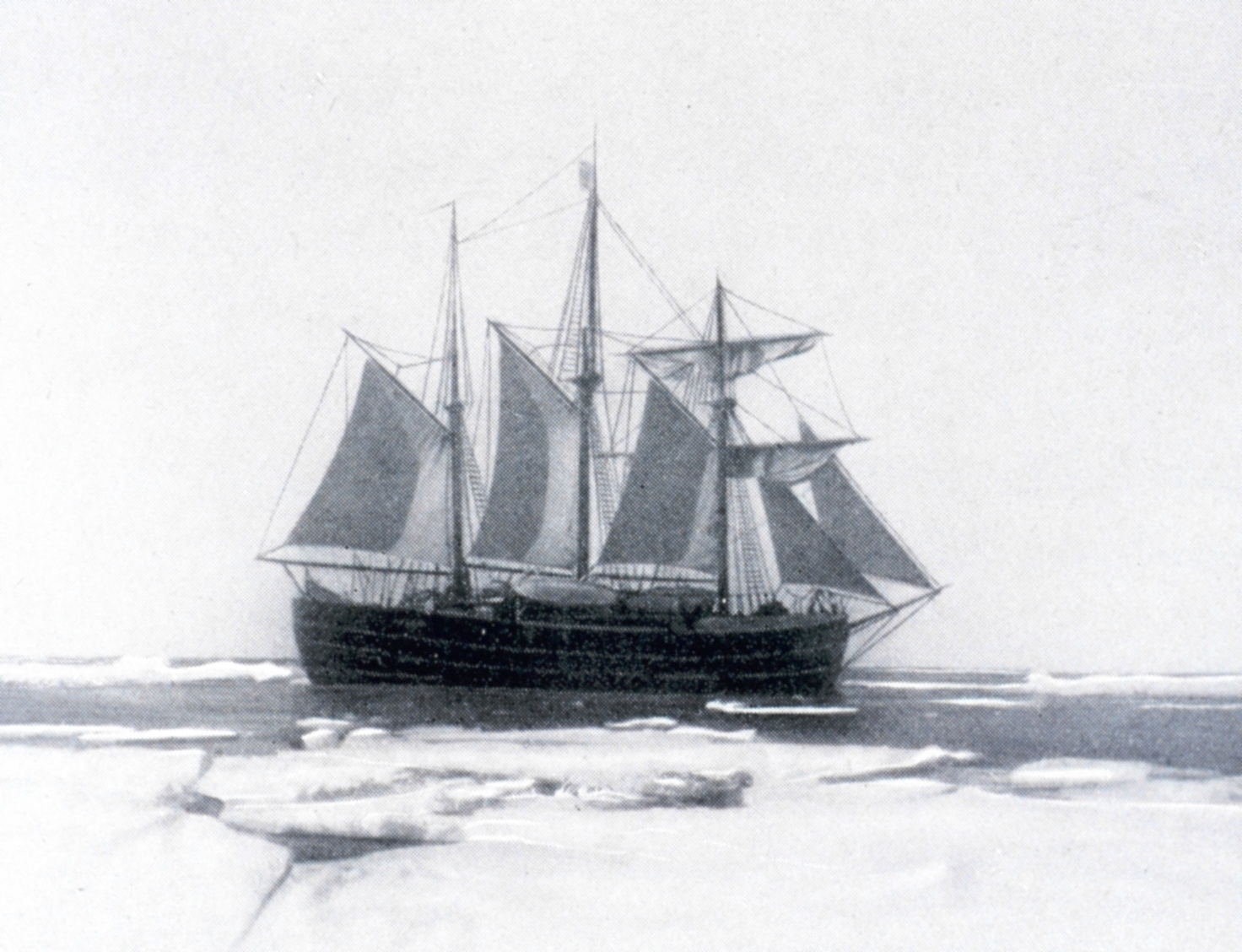
El vaixel Fram a l'Antàrtida

### Preparatius
El 1909 va viatjar a Copenhaguen a recollir els gossos que el governador danès li havia ofert; allà es va trobar amb Cook, qui li confirmà la gesta de la conquesta del pol Nord
, i a la tornada a Noruega amb els gossos li arriba la notícia que Scott preparava una expedició a l'Antàrtida basant-se en les notes i mapes de la ruta utilitzada pel seu ex-tinent Ernest Shackleton (que s'havia quedat a 150 km del pol).
Amundsen es va documentar amb les cròniques de les expedicions precedents a l'Antàrtida i amb les seves pròpies experiències àrtiques per planificar el seu nou viatge 
 del qual va mantenir un rigorós secret a la seva tripulació. Només el seu germà Leon i el seu lloctinent Thorvald Nielsen n'estaven al corrent. La raó de no 
fer públic el seu canvi de plans de manera immediata, era el temor que Nansen es negués a deixar el Fram per al viatge antàrtic, tot i que, en assabentar-se'n Nansen, va donar suport l'expedició.

### Viatge fins a l'Antàrtida
El 3 de juny de 1910 va salpar oficialment d'Oslo. Quan va arribar a l'illa de Madeira, Amundsen va enviar un telegrama a Scott, dient: BEG TO INFORM YOU FRAM PROCEEDING ANTARCTIC -- AMUNDSEN ("Em permeto informar-li que el Fram està de camí a l'Antàrtida"). El seu germà Leon, que continuava a Noruega, va anunciar oficialment l'expedició el 2 d'octubre.
El Fram va viatjar seguint la costa africana i arribà al Cap de Bona Esperança per Nadal. El 14 de gener de 1911 va arribar a la barrera de gel de Ross, al mar del mateix nom. Allà ancorà el navili a la badia Balenes i Amundsen aixecà el campament, al que anomenà Framheim.
Scott, per la seva part, s'havia establert a l'estret McMurdo, 96 km més lluny del pol que Amundsen. Mentre els plans de Scott eren seguir la ruta d'Ernest Shackleton per la glacera Beardmore fins a la Plataforma Antàrtica, Amundsen pretenia crear la seva pròpia ruta, i va decidir pujar les muntanyes Transantàrtiques fins a arribar a la Plataforma Antàrtica.
Al febrer, març i abril de 1911, els expedicionaris van anar col·locant punts d'avituallament als paral·lels 80 °, 81 ° i 82 ° Sud en línia directa cap al pol, una pràctica que els permetria provar les condicions del lloc així com el funcionament dels equips. Els dipòsits creats contenien aproximadament 2.750 kg de queviures. Durant l'hivern, els expedicionaris es van dedicar a la millora de l'equip, en particular dels trineus. Olav Bjalland va aconseguir disminuir significativament el pes dels trineus. El 4 de febrer de 1911, una part de l'equip de Scott va realitzar una visita amistosa amb vaixell a Framheim.
El 8 de setembre de 1911 va sortir l'expedició amb rumb al pol, aprofitant un augment en la temperatura que semblava un escalfament primaveral. L'equip estava format per vuit persones: Olav Bjaaland, Helmer Hanssen, Sverre Hassel, Oscar Wisting, Jorgen Stubberud, Hjalmar Johansen, Kristian Prestrud i Amundsen. Tanmateix, poc després de la sortida, les temperatures van baixar dràsticament fins a menys de -51 °C. El 12 de setembre van assolir els 80 °S, van deixar els seus subministraments i van tornar ràpidament a Framheim. Prestud i Hansen varen patir congelació als talons durant el viatge de tornada. El resultat d'aquesta malaguanyada expedició va ser la desavinença entre Amundsen i Johansen, qui acusava a Amundsen de no haver reaccionat correctament. Fruit d'això Amundsen va decidir reorganitzar l'equip: Johansen va ser exclòs de l'equip del pol sud i junt amb Prestrud i Stubberud van ser comissionats per a l'exploració de la Terra d'Eduard VII, descoberta prèviament per Scott. A més, Amundsen va humiliar Johansen al nomenar a Prestrud com a cap de l'expedició. En retornar a Noruega li varen impedir desembarcar amb la resta de l'equip quan varen ser rebuts pels reis noruecs. Es va suïcidar el 1913.
Amundsen, Bjalland, Hanssen, Hassel i Wistning van formar el nou equip del Pol Sud i van partir el 19 d'octubre de 1911 amb quatre trineus i cinquanta-dos gossos de raça groenlandesa, liderats per la femella de samoiede Etah. L'aliment de l'equip constava d'una ració personal diària de 380 g de galetes, 350 g de pemmican, 40 g de xocolata i 60 g de llet en pols, mentre que els gossos van ser alimentats amb 500 g de pemmican diaris.

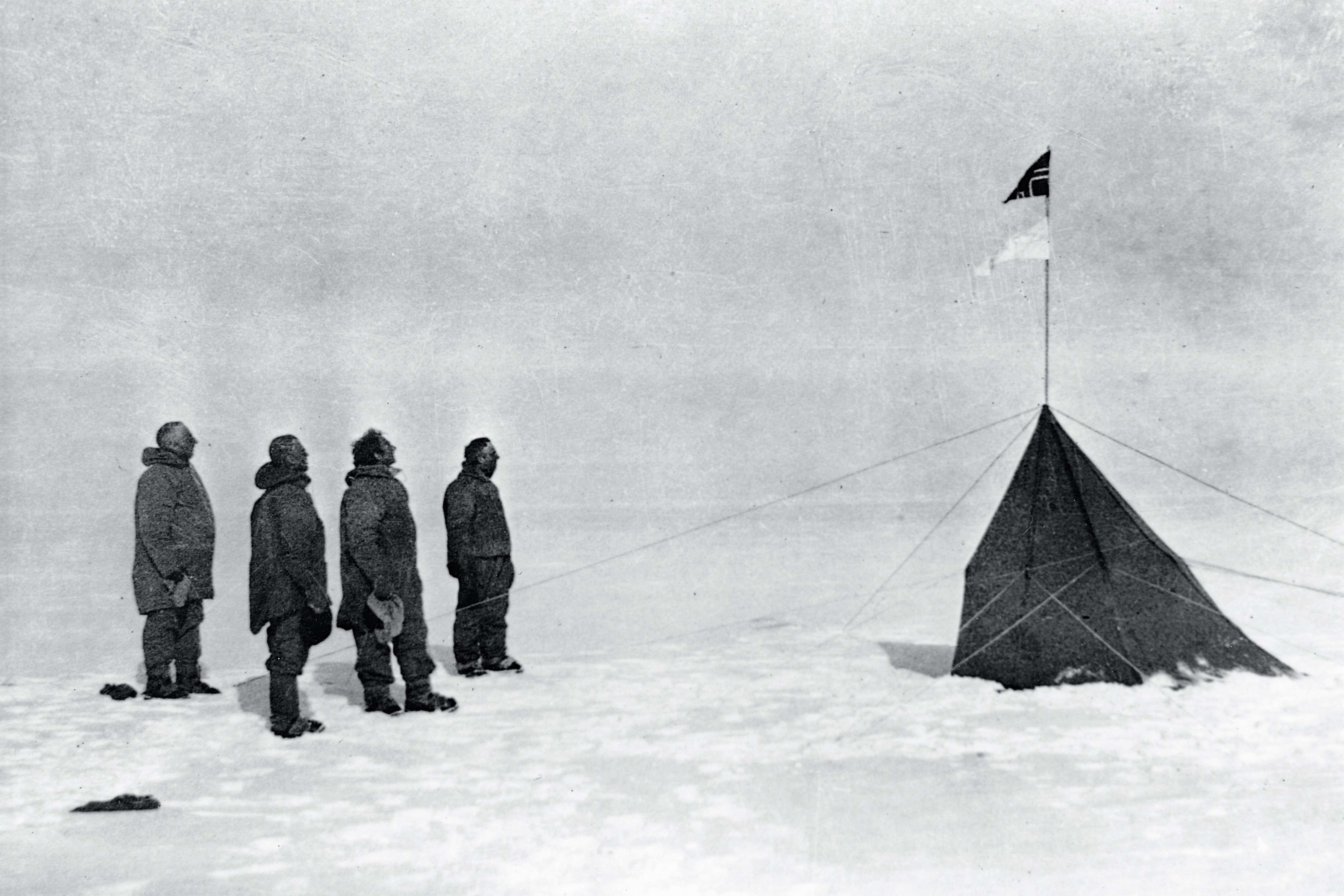
L'expedició davant Polheim

El 23 d'octubre van assolir els 80 ° i el 3 de novembre el de 82 °, l'últim. El dia 15 de novembre, es va assolir la latitud de 85 ° sud, quedant al peu de les muntanyes Transantàrtiques. Van ascendir les muntanyes i el 21 de novembre van arribar a la plataforma Antàrtica, que seria rebatejada com a "Plataforma del Rei Haakon VII", mentre que les muntanyes adjacents van ser batejades com a "Muntanyes de la Reina Maud". Allà van aixecar un campament que rebria el nom de La Carnisseria, on serien sacrificats 24 gossos. Una part de la carn seria emprada per alimentar els gossos supervivents, i la resta s'emmagatzemaria per al viatge de tornada. La llarga marxa al pol sud sobre l'altiplà va començar el 25 de novembre, però es van trobar amb nou dies consecutius de boira, i la impaciència començava a dominar l'equip. Sotmesos a tempestes en creuar per senders bastant escarpats, van arribar als 87 ° el 4 de desembre i el dia 7, tres dies després, assolirien el punt més al sud de l'expedició de Shackleton: 88° 23′ S, quedant a 180 km del pol sud. En aquest punt Hansen va col·locar una bandera noruega sobre el seu trineu. Sobre els esquís i amb els gossos, avançaven a una velocitat mitjana estimada de 5,5 km/h.
El pol sud va ser assolit el 14 de desembre de 1911, a les tres de la tarda. Scott es trobava a una distància de 572 km. Li van caldre trenta-cinc dies per a recórrer la distància que li quedava. Amundsen va aixecar en ple pol el seu campament, anomenat Polheim ("casa del pol"). Va decidir deixar una tenda amb unes cartes al seu interior que donava testimoni del seu èxit, en el cas que l'equip no pogués tornar a Framheim.
L'equip va tornar a Framheim el dia 25 de gener de 1912, després d'un viatge de 2.824 km que varen recórrer en 94 dies (56 d'anada i 38 de tornada) amb una mitjana de 30 km diaris. Encara comptava amb 11 gossos, i la bona organització del viatge va permetre als homes no fer ús d'alguns dipòsits de queviures.
L'expedició de Scott va arribar al pol el 17 de gener de 1912 descobrint la tenda amb les dues cartes que Amundsen havia deixat, una para el rei Haakon VII de Noruega i l'altra per a Scott. Molt afeblits físicament i profundament abatuts, varen iniciar el viatge de retorn que va acabar tràgicament.
Davant de la falta de mitjans de comunicació, l'èxit d'Amundsen no va ser anunciat públicament fins al 7 de març de 1912, quan l'equip va arribar a Hobart, a Austràlia. Aquell mateix any, el Club dels exploradors, amb seu a Nova York, va acceptar a Amundsen com a Membre honorari. El viatge hauria d'haver-li reportat molts diners, però la major part dels diners els va donar a la família de Scott, pel seu heroisme.
Tot el seu viatge seria narrat al seu llibre El Pol Sud: un informe de l'expedició antàrtica noruega en el "Fram", 1910-1912.

### Comparació de les expedicions d'Amundsen i Scott

Mapa amb les rutes comparades d'ambdues expedicions

La gran diferència estratègica entre ambdues expedicions va ser que Amundsen va basar el seu transport exclusivament en trineus amb gossos groenlandesos, mentre que Scott va comptar amb l'ús de Ponis de les Shetland. Amundsen va decidir sacrificar diversos gossos abans d'arribar al pol i emmagatzemar la carn per a la tornada; aquesta estratègia li va permetre disminuir el pes de l'aliment dels gossos i assegurar l'alimentació dels animals supervivents en el viatge de tornada. Els cavalls de Scott havien de carregar sacs amb civada per a la seva alimentació, la qual cosa augmentava el seu pes i les seves possibilitats d'enfonsar-se a la neu. Un altre desavantatge és que als cavalls la suor se'ls congelava a la pell mentre que els gossos regulen la seva temperatura sense suor. De manera addicional, sembla que l'expedició d'Amundsen comptava amb un millor equipament i vestit de major resistència al fred. Tots els cavalls de Scott van morir i el grup va haver de valer-se de la seva pròpia força. A més, Scott va agregar en l'últim moment un membre extra a l'equip, la qual cosa va motivar un desajust en les racions alimentàries.
Mentre que Amundsen va emprendre un viatge eficaç i sense grans contratemps, Scott va arribar amb greus penúries al pol, va trobar la tenda d'Amundsen, i tant ell com el seu equip van morir durant el viatge de tornada, a pocs quilòmetres del seu destí.

## Últimes exploracions

### Amb rumb al Pas del Nord-est
En 1918 Amundsen va començar una nova expedició, aquesta vegada amb un vaixell propi, el Maud, construït el 1916, amb el que planejava solcar el Pas del Nord-est, viatjant des de l'Oceà Atlàntic fins al Pacífic a través de l'Oceà Glacial Àrtic, per la costa siberiana de la Unió Soviètica.
Amb ell en aquesta expedició l'acompanyaven Oscar Wisting i Helmer Hanssen, els quals ja havien viatjat amb Amundsen al Pol Sud. A més, Henrik Lindstrom va anar com cuiner, però va patir un vessament cerebral i va quedar físicament impossibilitat per participar.
El projecte d'Amundsen consistia a congelar el Maud en un banc de gel flotant i navegar a la deriva, com ho havia fet prèviament Nansen amb el Fram.
El viatge es va iniciar direcció nord-est des del mar de Kara. Amundsen va planejar congelar el Maud en un banc de gel flotant i navegar a la deriva, com ho havia fet prèviament Nansen amb el Fram, i així ho va fer després del cap Chelyuskin. Per desgràcia, el gel es va fer tan espès que la nau no va poder alliberar-se, tot i que el vaixell va ser dissenyat específicament per a tal viatge. El setembre del 1919, la nau es va desprendre del gel, però es va congelar de nou després de tan sols onze dies al voltant de les illes de Nova Sibèria.
Durant aquest temps, Amundsen va participar poc en activitats a l'aire lliure, com ara passejades en trineu o anar de caça, perquè havia estat objecte de nombrosos accidents. Tenia un braç trencat i havia estat atacat per ossos polars. Hanssen i Wisting, juntament amb altres, varen embarcar en una expedició per trineus tirats per gossos a Nome (Alaska), tot i ser a més de mil quilòmetres de distància. Però el gel no estava congelat a l'estret de Bering i no es podia creuar. Varen, si més no, poder enviar un telegrama des d'Anadir.

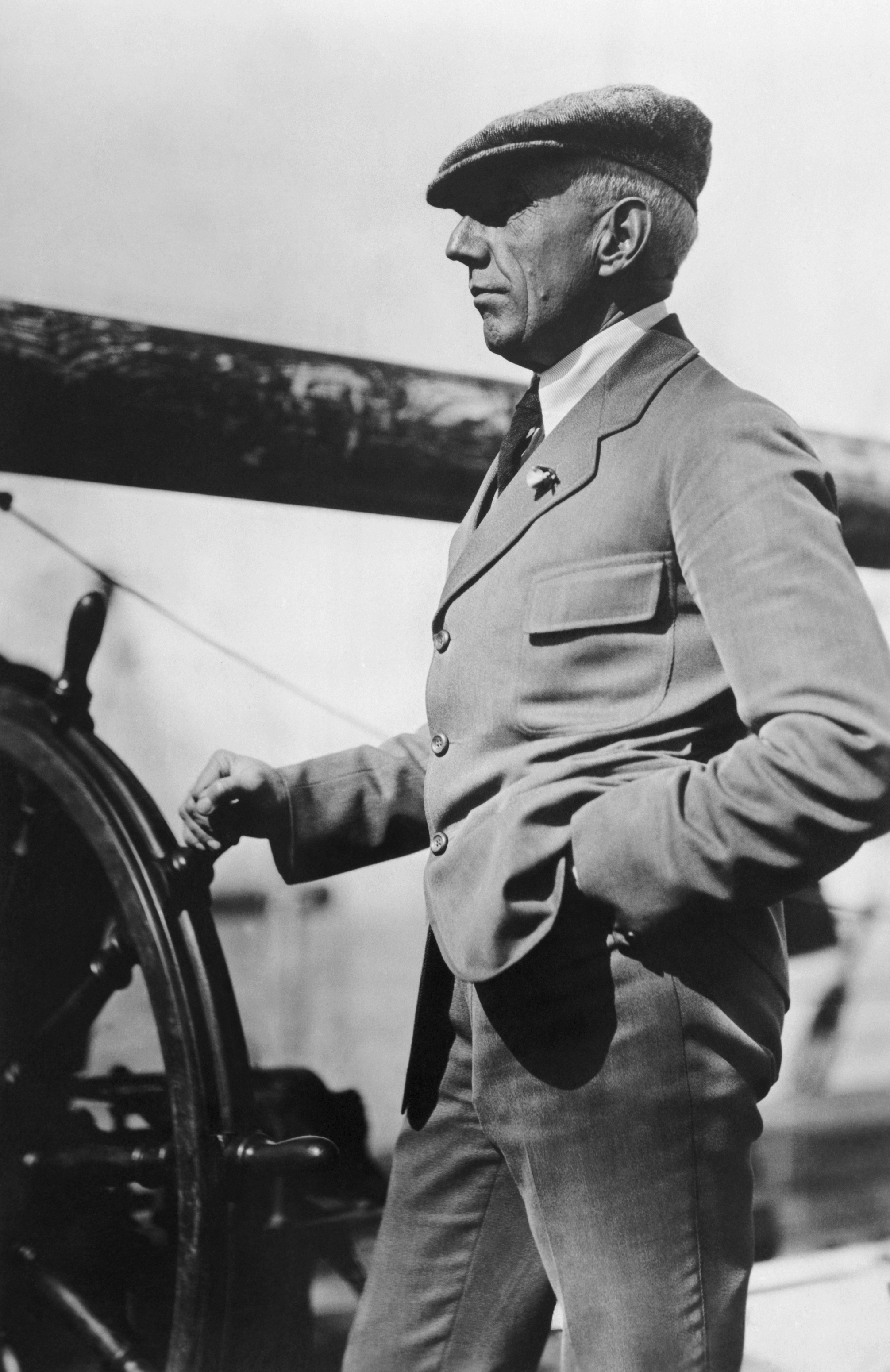
El capità Roald Amundsen al timó durant l'expedició al pol Nord, 1920

Després de dos hiverns congelats en el gel sense haver acabat la cursa de la deriva cap al pol Nord, Amundsen va decidir anar a Nome pels seus propis mitjans per reparar la nau i comprar provisions. Hi havia diversos tripulants a terra, incloent a Hanssen, qui no havia tornat a la nau. Amundsen ho considerava un incompliment de contracte, i, com a tal, el va acomiadar de la tripulació.
El tercer hivern va veure el Maud congelat a l'estret de Bering occidental, abans d'arribar a Seattle per a les reparacions el 1921. Amundsen va tornar a Noruega, impulsat per la necessitat de posar les seves finances en ordre. Va portar-se amb ell dues nenes indígenes quatre anys que va adoptar, Kakonita i la seva companya Camilla. Quan va fer fallida dos anys després, però, varen ser enviats al pare de Camilla a Rússia.<
El juny de 1922 Amundsen va tornar al Maud, que ara estava a Nome. Va canviar el focus de les expedicions navals cap a les expedicions aèries i, per tant, ho va organitzar per fer servir un avió. L'expedició es va dividir en dos: una part va ser per passar l'hivern per estar llest per un intent de volar sobre el pol. Aquesta part va ser dirigida per Amundsen. El Maud, sota el comandament de Wisting, havia de reprendre el pla original a la deriva sobre el pol Nord en el gel. El vaixell va estar a la deriva en el gel durant tres anys a l'est de les illes de Nova Sibèria, abans que finalment va ser capturat pels creditors d'Amundsen com garantia del deute que havia incorregut.
L'intent de sobrevolar el Pol, també va fallar. Amundsen i Oskar Omdal, de l'Armada Reial Noruega, varen tractar de sortir de Wainwright (Alaska) cap a Spitsbergen a través del pol Nord. El seu avió es va danyar i van abandonar el viatge. Per recaptar fons addicionals, Amundsen va viatjar pels Estats Units el 1924 en una gira de conferències. Tot i que va estar incapaç d'arribar al pol Nord, els resultats científics de l'expedició, principalment el treball de Sverdrup, varen ser d'un valor considerable. Moltes d'aquestes dades curosament recollides pels científics es varen perdre durant el viatge desafortunat de Pere Tessem i Knutsen Pau, dos membres de la tripulació enviats en una missió per Amundsen. Per sort, van ser recuperats més tard pel científic rus Nikolai Urvantsev, ja que havien estat abandonades a la costa del mar de Kara.

L'expedició va durar dos anys, de 1918 a 1920, i no tindria els resultats esperats. No obstant això, hi va haver investigacions científiques bastant importants per part de Harald Sverdrup.

### Un primer intent per assolir el pol Nord
En 1913 Amundsen va visitar els Estats Units, on impartí un seguit de conferències sobre els seus viatges. Després d'un viatge amb avió a San Francisco i el seu contacte amb Lincoln Ellsworth va començar a considerar una nova expedició al pol Nord, aquesta vegada per via aèria. De tornada a Noruega, s'interessà cada cop més per l'aviació, i va prendre lliçons de vol al Departament Noruec de Defensa. El 1914 va rebre el seu certificat de vol, el primer que rebia un civil a Noruega.
En 1925 va tirar endavant el seu propòsit de realitzar una expedició aèria al pol Nord. Junt amb Lincoln Ellsworth, Hjalmar Riiser-Larsen i tres acompanyants més van sortir de Ny-Ålesund, a l'illa de Spitsbergen en dos avions, el N-24 i el N-25 amb destinació a Alaska. L'equip va assolir els 87° 44′ Nord, la latitud més septentrional assolida per un avió en aquell temps.
Els avions van aterrar a uns 150 km del pol Nord, i les tripulacions es van reunir. El N-24 es va avariar i l'equip va treballar durant tres setmanes tractant de netejar el gel per crear una pista improvisada per a l'enlairament. Amb una ració diària de 400 g d'aliment, l'equip va aconseguir remoure 600 t de gel. Els sis homes van abordar el N-25 i aconseguirien abandonar el lloc gràcies a la maniobra del pilot Riiser-Larsen, que va aconseguir enlairar-se amb excés de pes. La seva tornada a Spitsbergen va ser rebuda amb alegria, ja que es creia que s'havien extraviat per sempre.

### Segon viatge aeri al pol Nord

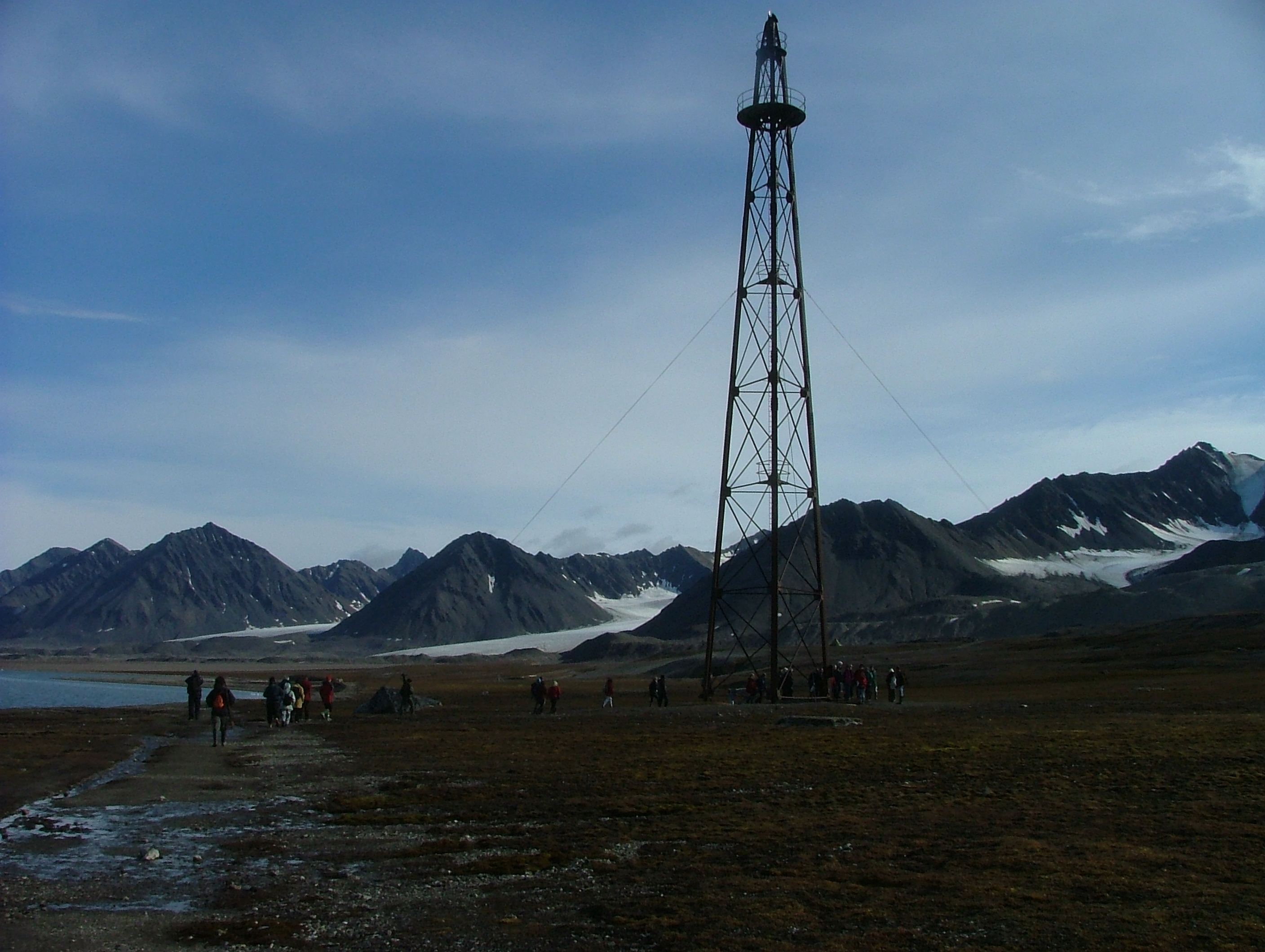
Torre de la base de Ny-Ålesund, d'on va sortir Amundsen en les seves expedicions aèries

En 1926 Amundsen, junt amb Ellsworth, Riiser-Larsen, Oscar Wisting i l'enginyer italià Umberto Nobile va realitzar una nova expedició aèria al pol Nord, a bord del dirigible Norge, dissenyat per Nobile. Van sortir de Spitsbergen l'11 de maig de 1926 i van arribar a Alaska dos dies després, passant pel pol Nord. Amundsen i Wisting es van convertir en els primers homes a assolir ambdós pols.

### Mort
Després de l'expedició en dirigible, Amundsen i Nobile es varen enfrontar sobre a qui pertanyia l'honor d'haver solcat l'Àrtic. A l'any següent, Nobile va encapçalar la seva pròpia expedició àrtica a bord del dirigible Itàlia. En tornar del pol Nord, el dirigible es va perdre, i Amundsen formà part de l'equip de rescat que va sortir de Tromsø el 18 de juny de 1928, a bord de l'hidroavió francés Latham juntament amb el pilot noruec Leif Dietrichson, el pilot francés Rene Guilbaud i altres tres tripulants francesos. Poc després es va trobar a prop de la costa de Tromsø un flotador de l'hidroavió.
Es creu que l'hidroavió es va estavellar al Mar de Barents, a prop de l'illa Bjørnøya i que Amundsen va morir en l'accident. Les missions de rescat per part del govern noruec van finalitzar el setembre de 1928, quan es va perdre tota esperança de trobar amb vida l'explorador. El seu cos mai no va ser trobat.
El govern noruec va establir el 14 de desembre -dia del Pol Sud- com el dia en memòria de Roald Amundsen. L'explorador va ser recordat amb el repicar de totes les esglésies del país, dos minuts de silenci a les 12 hores, i un memorable discurs de part de Fridtjof Nansen.
El 23 de febrer de 2009, l'armada noruega va informar que a finals d'agost s'iniciaria una cerca de les restes de l'avió d'Amundsen utilitzant el Hugin 1000, un submarí no tripulat. La recerca abastà una superfície de 60 quilòmetres quadrats del fons marí i va ser documentada per ContexTV, una productora alemanya de TV. No van trobar cap resta de l'avió.

## Amundsen com a persona

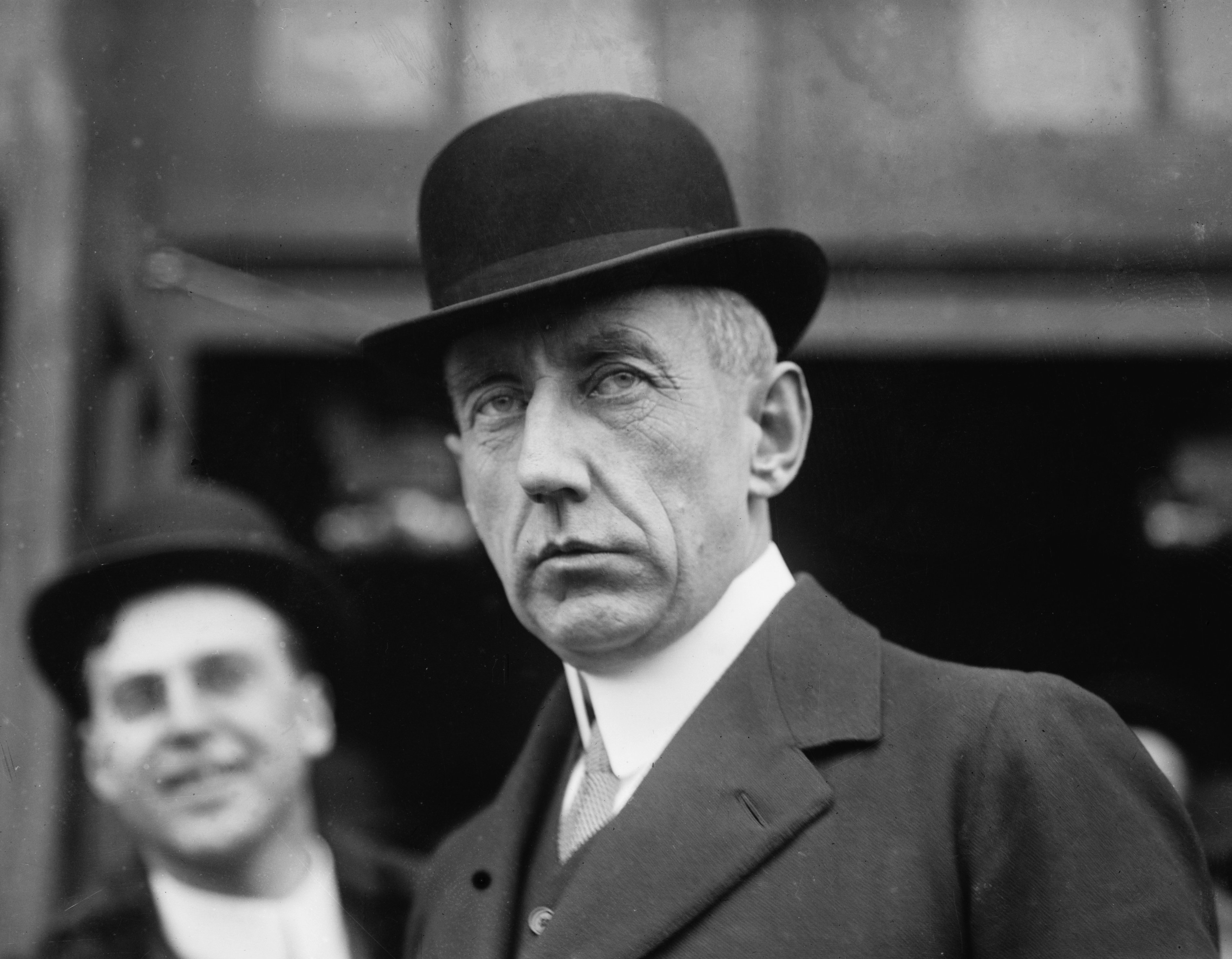
Amundsen el 1913

Tot i que Amundsen mai no es va casar, va tenir dues filles adoptives, de les que fou un bon pare. Les nenes, Llitera i Kaconitta eren esquimals, i Amundsen les hauria recollit a Sibèria durant la seva expedició en el Maud. Van viure a la casa d'Amundsen a Noruega de 1922 a 1924, quan van ser enviades a l'escola. Luke Quadlooq, mort l'any 1978 a Gjoa Haven, va afirmar poc abans de morir que era fill de Roald Amundsen.
La seva casa a Uranienborg (actual Frogner) dins de l'àrea metropolitana d'Oslo, va ser la seva residència des de 1908 fins a la seva mort en 1928. Funciona actualment com a museu.
Va formar part de diverses ordres honorífiques noruegues i estrangeres, entre elles la Gran Creu de l'Orde de Sant Olaf (1906), la Medalla del Pol Sud (1912) i la Medalla al Gran Mèrit Cívic. En 1917 va renunciar a les seves condecoracions alemanyes en protesta per la guerra submarina d'Alemanya. Les seves protestes contra els U-Boots alemanys van ser només un dels elements de l'activitat política d'Amundsen durant la Primera Guerra Mundial.

## Llegat

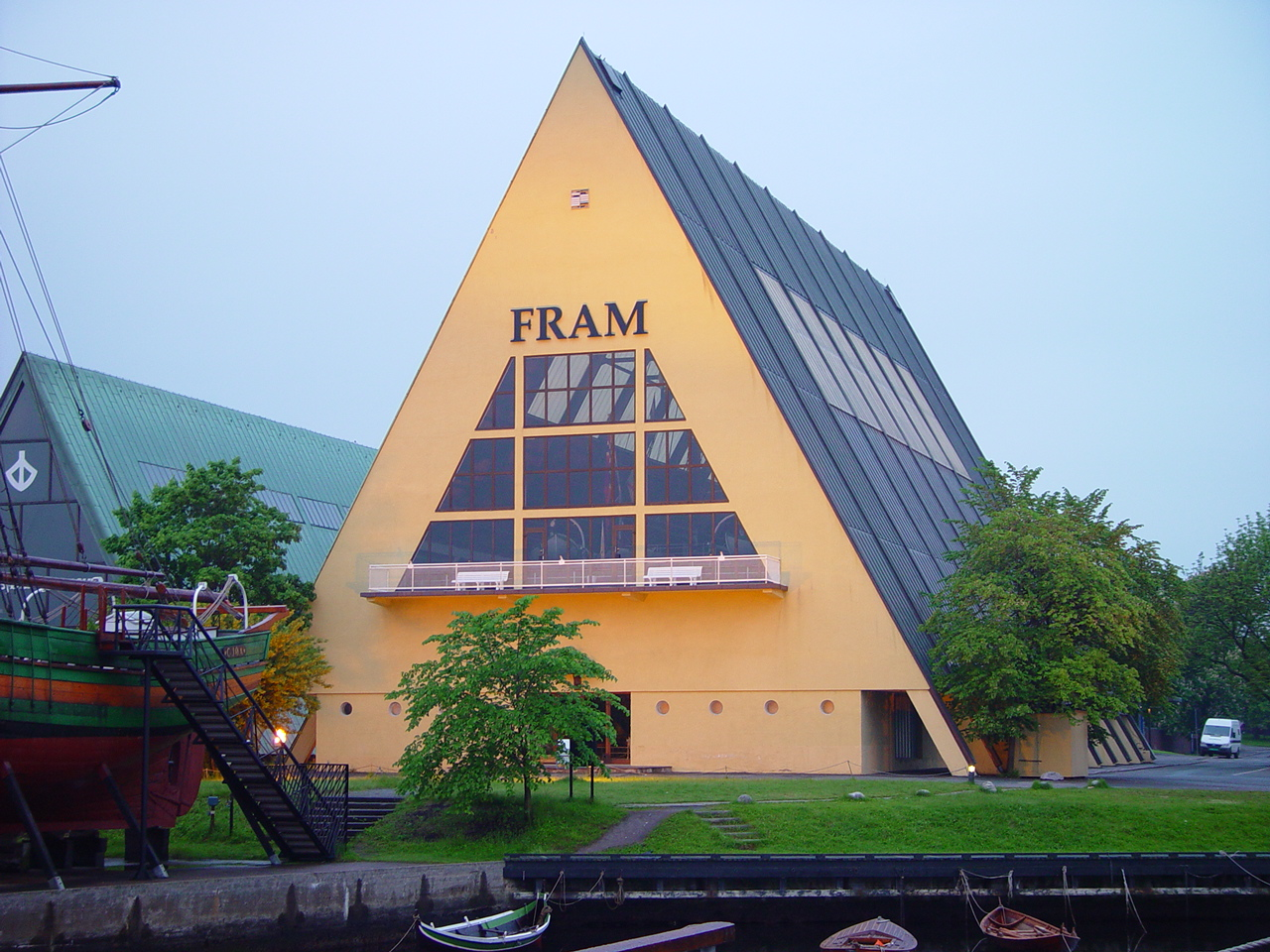
Frammuseum, el Museu Fram, a Oslo.

La base Amundsen-Scott, una estació d'investigació nord-americana a l'Antàrtida, fou batejada en honor d'Amundsen i del seu rival. El mar d'Amundsen, a l'oceà Antàrtic, també porta el seu nom, així com un dels cràters més grans del pol sud de la Lluna (cràter Amundsen). L'únic bergantí (un tipus de vaixell amb dos pals) tradicional alemany navega amb el nom de l'explorador (vegeu Roald Amundsen (vaixell)). La casa on va néixer, situada als afores de Fredrikstad és avui en dia un memorial i un museu administrat per una fundació sense ànim de lucre. La NASA batejà una de les dues sondes Deep Space 2 en honor d'Amundsen. La glacera Amundsen, a l'Antàrtida, i el golf d'Amundsen, al Canadà, també porten el seu nom, igual que l'asteroide (1065) Amundsenia.